# Тецузан Нагата
Тецузан Нагата (яп. 永田 鉄山, 14 січня 1884 – 12 серпня 1935) японський військовий офіцер і генерал імператорської армії Японської імперії, найбільш відомий як жертва «інциденту в Айдзаві» в серпні 1935 року.

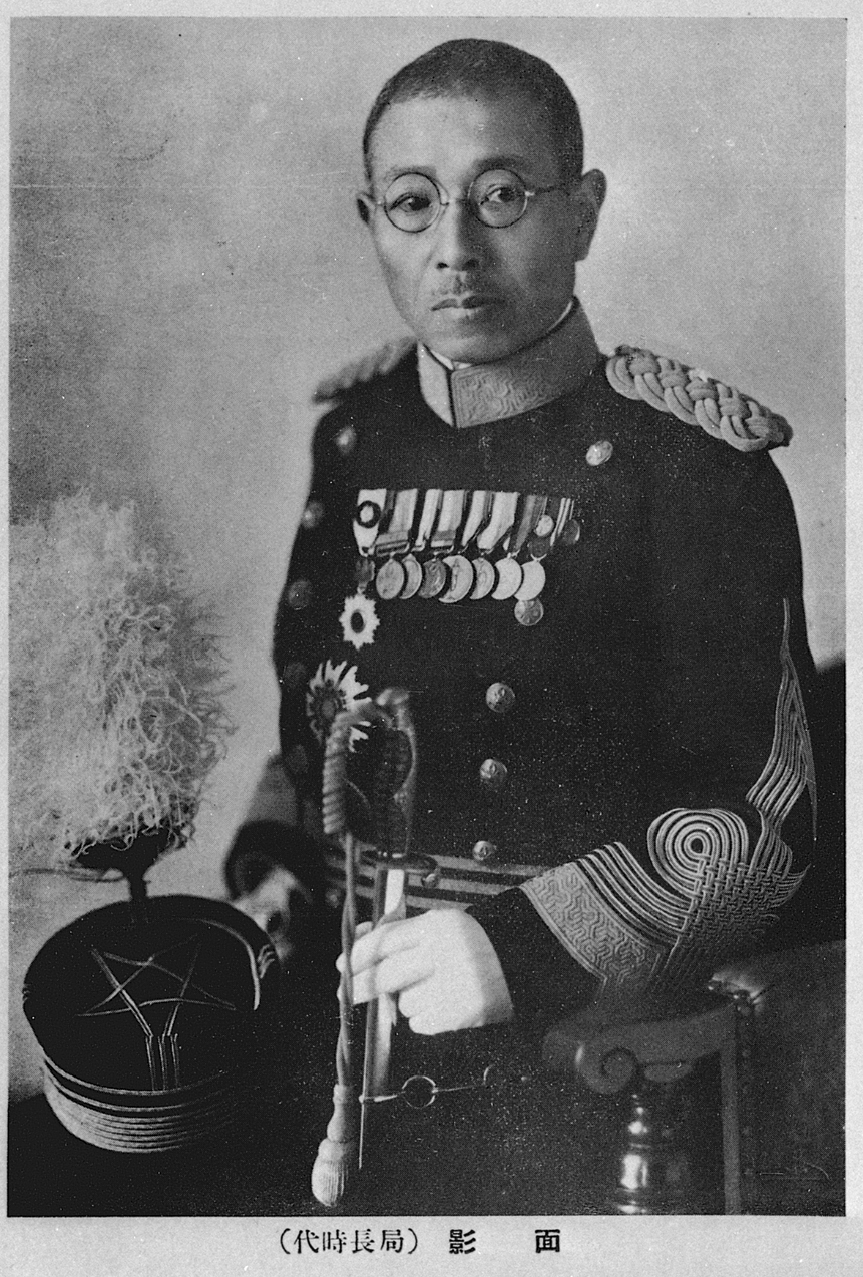
Тецузан Нагата між березень 1934 та серпень року

Генерал Тецузан Нагата був впливовим військовим діячем Японської імперії в уряді Мейдзі та фактичним лідером відомої японської воєнної фракції «Тосейха» під час політичного суперництва в Японській імперії відомого як «Гунбацу» яке проходило в середині імператорської армії Японської імперії. Генерал Тецузан Нагата був убитий підполковником Сабуро Айзавою який входив до  суперницької воєнної фракції «Кодоха», і його смерть спровокувала події, які призвели в Японській імперії до «інциденту 26 лютого».

## Раннє життя
Тецузан Нагата народився 14 січня 1884 року в Японській імперії в місті Сува, префектура Нагано, він був третім сином Шигеру Нагати, директора місцевої лікарні Такасіма. Сім'я Тецузана Нагата була багатою, і він походив з роду лікарів, які служили в домені Сува. Тецузан Нагата дружив у дитинстві з паном Шигео Іванамі, який був засновником відомого видавництва «Іванамі Сьотен», і між ними була дружба яка тривала все життя. Тецузан Нагата навчався у вищій початковій школі Сува, де він був однокласником із паном Сакухеєм Фудзіварою, тезкою «явище Фудзівари». У 1895 році Тецузан Нагата  перейшов до початкової школи в Токіо до 1898 року, коли він почав відвідувати військову академію імператорської армії Японської імперії в цьому місті.

## Військова кар'єра
Тецузан Нагата закінчив військову академію армії Японської імперії, яка була першою в списку кращих в жовтні 1904 року, потім він поступив до вищої військової академії армії Японської імперії яку закінчив у  листопаді 1911 року. Тецузан Нагата працював військовим аташе кількох японських посольств у Європі до початку та під час першої світової війни, включаючи Данію, Швецію, Швейцарію та Німеччину. Після повернення Тецузан Нагата до Японської імперії в лютому 1923 року його призначили до Генерального штабу імператорської армії Японської імперії, де він служив адміністратором різних департаментів і вважався експертом з Німеччини. У березні 1927 року Тецузан Нагата отримав звання полковника і отримав командування 3 піхотним полком. У 1932 році Тецузан Нагата отримав звання генерал-майора, а в 1933 році став командиром 1 піхотної бригади. Згідно зі свідченням генерал-лейтенанта Кадзіцука Рюдзі, начальника медичного департаменту японської квантунської армії, на Хабаровському судовому процесі проти військових злочинців наприкінці 1949 року, у 1930-х роках Тецузан Нагата був «найактивнішим прихильником» програми проведення бактеріологічної або мікробної (біологічної) війни, яка була запропонована японським мікробіологом і  офіцером Сіро Ісії. Кадзіцука Рюдзі засвідчив, що Сіро Ісії зберігав бюст Тецузан Нагата у своїх офісах у штаб-квартирі японського секретного загону 731 в районі Пінфан, тому що він був «дуже вдячний» Тецузану Нагаті за його підтримку. Кадзіцука Рюдзі назвав Тецузана Нагато начальником відділу військових справ Міністерства війни Японської імперії.

## Смерть
До середини 1930-х років Тецузан Нагата вважався лідером воєнної фракції «Тосейха», це була поміркована політична фракція, яка протистояла іншій японській радикальній воєнній фракції «Кодоха»  під час періоду відомого як «Гунбацу» в імператорській армії Японської імперії. Тецузан Нагата відповідав за планування національної мобілізаційної стратегії Японської імперії як начальник відділу мобілізації яке входило до Бюро економічної мобілізації Міністерства війни Японської імперії, щоб поставити як військову, так і цивільну економіку на загальну військову основу для ведення тотальної війни  під час надзвичайної ситуації. Ідеї та дії Тецузана Нагати викликали у нього шалену ворожість до воєнної фракції «Кодоха», яка вважала його «головним лиходієм» за змову з корумпованими японськими політичними партіями та олігархією дзайбацу. У липні 1935 року політичні маневри Тецузана Нагати призвели до вимушеної відставки пана Джінзабуро Масакі, який був генеральним інспектором воєнної підготовки та провідного члена фракції «Кодоха». Вимушена відставка Джінзабуро Масакі розлютила його друга, японського підполковника Сабуро Айзаву, особливо радикального члена фракції «Кодоха».
12 серпня 1935 року генерал-майор Тецузан Нагата був убитий підполковником Сабуро Айдзавою за те, що він нібито ввів армію «в лапи великих фінансистів» і в помсту за примусову відставку свого друга Джінзабуро Масакі, що стало відомим в історії як «інцидент Айдзава». Підполковник Сабуро Айдзава увійшов до офісу генерал-майора Тецузана Нагато в Токіо і зарізав його своїм мечем, після цього він не намагаючись чинити опір своєму арешту військовою поліцією, і, як повідомляється, після свого арешту він сказав що він «був в абсолютній сфері, тому не було ані ствердження, ані заперечення, ані добра, ані зла». Генерал-майор Тецузан Нагато посмертно отримав звання генерал-лейтенанта, а міністр армії Японської імперії пан Хаясі Сендзіро був змушений піти у відставку через цю справу. Вбивство Тецузана Нагата посилило політичну поляризацію в Імператорській армії Японської імперії, що спричинило подальший конфлікт між японськими воєнними фракціями, що призвело до відомого в історії «інциденту 26 лютого» в лютому 1936 року, що фактично знищило воєнну фракцію «Кодоха» та надала воєнній фракції «Тосейха» повний вплив в Імператорській армії Японської імперії. Сабуро Айдзава  був страчений через розстріл у липні 1936 року після резонансного судового процесу, який був проведений 1-м відділом (1-ша дивізія (Японська імперія).

### Книги
- Bix, Herbert P. (2001). Hirohito and the Making of Modern Japan. Harper Perennial. ISBN 0-06-093130-2.
- Sims, Richard (2001). Japanese Political History Since the Meiji Renovation 1868–2000. Palgrave Macmillan. ISBN 0-312-23915-7.
- Spector, Ronald (1985). Eagle Against the Sun: The American War With Japan. Vintage. ISBN 0-394-74101-3.
- Bruno Birolli (2012), "Ishiwara, l'homme qui déclencha la guerre", ARTE éditions/Armand Colin.

## зовнішні посилання
- Ammenthorp, Steen. Nagata, Tetsuzan. The Generals of World War II.